# Lesly St. Fleur
Lesly St. Fleur (nacido en Nasáu, Bahamas, el 21 de marzo de 1989) es un futbolista internacional de Bahamas, Se desempeña en el terreno de juego como delantero extremo. Su actual equipo es el Montego Bay United FC de la Liga Premier de Jamaica.

## Clubes
| Club                     | País    | Año             |
| ------------------------ | ------- | --------------- |
| IM Bears FC              | Bahamas | 2007 - 2010     |
| Milltown F.C.            | Canadá  | 2010-2011       |
| Sporting Central Academy | Jamaica | 2011-(Apertura) |
| IM Bears FC              | Bahamas | 2011-(Clausura) |
| Montego Bay United FC    | Jamaica | 2012-presente   |

## Carrera internacional
Lesly St. Fleur fue convocado por primera vez a la Selección de fútbol de Bahamas en septiembre de 2006, en total acumula 12 apariciones y 6 goles con la selección nacional.

## Vida personal
Lesly St. Fleur también tiene la nacionalidad de Haití ya que su padre es oriundo de la nombrada nación.